# San Germán (Puerto Rico)
San Germán  es un municipio del estado libre asociado de Puerto Rico fundado a comienzos del siglo XVI. Se ubica al suroeste de Puerto Rico y limita al norte con Mayagüez y Maricao, al este con Sabana Grande, al oeste con Cabo Rojo y Hormigueros, y al sur con Lajas. San Germán está repartida en 18 barrios y San Germán Pueblo, el centro urbano y administrativo del Municipio de San Germán. Su gentilicio es sangermeño.
San Germán es el segundo poblado de más antigüedad en Puerto Rico, siendo San Juan el primero. Durante el siglo XVII, la isla estuvo dividida en dos regiones administrativas, siendo San Germán cabecera de la región occidental de la isla. De tales dos regiones se fundaron los 78 municipios que la isla contiene actualmente (2018). Si se traza una línea entre Arecibo al norte y Ponce al sur, se podrá obtener una aproximación de la antigua extensión de la región de San Germán.

## Historia
Sus orígenes fueron muy precarios por los numerosos enemigos de España en aquella época más los designios de la naturaleza. Tuvo que mudarse varias veces y por eso se le conoce como ciudad fundadora de pueblos.
La ciudad actual comienza su historia alrededor del mismo tiempo de colonización de Puerto Rico. Aun cuando la ciudad nunca estuvo situada en la costa sur de la isla, muchas veces se confunde esta ciudad con la de Santa María de Guadianilla (Actual municipio de Guayanilla). San Germán fue fundado por orden de Juan Ponce de León luego de una escaramuza con taínos en febrero de 1511. Este pueblo fue atacado y destruido por corsarios franceses, y mudado a tierra interior.
En noviembre de 1511, Juan Ponce de León entregó la gobernación de Puerto Rico a Juan Cerón, teniente del Virrey Diego Colón. Cerón ordenó a Miguel de Toro, teniente de Juan Ponce de León, a crear una "villa cristiana" en la parte oeste de Boriquén, llamándolo San Germán en honor a Germana de Foix, segunda mujer de Fernando el Católico y reina de Aragón, de Valencia y de Sicilia y condesa de Barcelona. 
Este segundo intento de fundación se da en noviembre de 1511 en la desembocadura del río Guaorabo, cerca del área conocida hoy como Añasco. Este pueblo fue nuevamente atacado en 1528, mayo de 1538 y nuevamente en 1554. La construcción de un fortín para proteger al pueblo comenzó en 1540, pero en 1546 cuando la población, cansada de ataques, comienza a mudarse tierra adentro una vez más, y la construcción del fortín fue suspendida. Aún luego del éxodo, el puerto de Guaorabo siguió activo.
Ponce de León dio le dio el nombre de Higüey a lo que actualmente se llama San Germán. Luego Cristóbal de Sotomayor habitó un lugar cercano al pueblo del cacique Agüeybaná, y lo llamó Tavara, en honor a Doña Beatriz de Tavara que era su madre. En el 1540 se construyó una fortaleza y se determinó que los vecinos de San Germán trasladaran sus casas tierra adentro, y otros comenzaron a establecerse en las Lomas de Santa Marta para el 1543.
Los ataques Caribes en aquella costa los obligaron a volver al sur, esta vez al puerto de Guayanilla en 1556. El 12 de mayo de 1570, la Audiencia Real de Santo Domingo ordenó que las poblaciones de San Germán y Santa María de Guadianilla fueran fusionadas a una sola ciudad para ayudar a prevenir ataques adicionales. Por los ataques ingleses y franceses se mudan de nuevo esta vez a la Lomas de Santa Marta donde se radicaron definitivamente en 1573 y su primer alcalde fue Don Rodrigo Ortiz Vélez. Su nombre oficial lo fue la Nueva Villa de Salamanca, nombrada en honor a la ciudad de Salamanca, en España. Aun así, la población le llamaba a la nueva villa "San Germán el Nuevo" y finalmente, como la Villa de San Germán. Ya desde el 1514 Puerto Rico había sido dividido en dos partidos (San Juan y San Germán). 
El Rey Carlos II de España, mediante la Real Cédula del 17 de septiembre de 1692 constituyó cinco ''Partidos Propios'' en la Isla y se designaron los primeros Tenientes a Guerra en Puerto Rico para que los gobernaran. El Corregidor Antonio Ramírez de Arellano fue el primer Teniente a Guerra y Alcalde Ordinario de la Villa de San Germán.
Para el 1777 Abbad y Lasierra describe a San Germán así; “El Capitán Miguel Toro estableció a los vecinos que le pertenecía en el sitio que hoy ocupa. Tiene una gran plaza cuadrada y dos calles que se extienden hasta el convento de Santo Domingo”. Continúa diciendo el religioso “Su vicario tiene jurisdicción en todo su territorio, hasta los ríos Jacaguas y Camuy. El sitio en que está la Villa es una loma larga y desigual; hay 411 casas, los demás de sus vecinos que ascienden a 1,166 con 7,958 almas, derramadas por todo su territorio”. “En esta villa se contiene algunas de las familias más antiguas y distinguidas de la Isla”.
Unos 51 años más tarde en 1828 San Germán tenía una población de 32,424 habitantes que era la mayor de la isla a pesar de que había perdido ya 18 pueblos de los terrenos que originalmente le pertenecían.

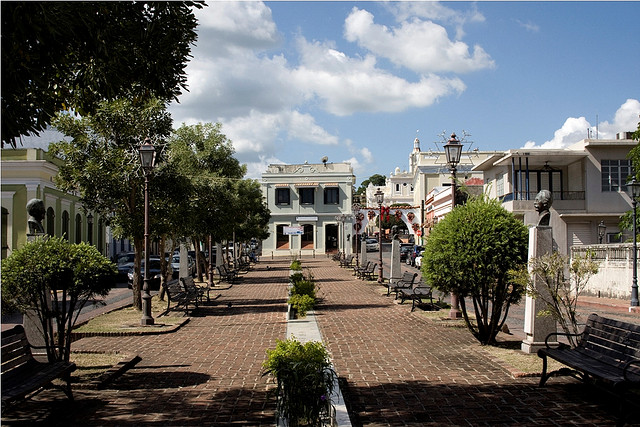
Plazuela de Santo Domingo, San Germán

Para el 1871 se instaló el telégrafo y seis años después San Germán recibe el título de Ciudad, otorgado por su Majestad Alfonso XII. Al próximo año salió el primer periódico en esta ciudad - “El Eco de la Lomas”. Para el año 1880 se crea el Círculo de Recreo, que todavía existe y ese mismo año celebran unos juegos Florales. Para fines del siglo XIX San Germán era muy posiblemente el centro cultural de Puerto Rico. Entre los actos estuvo la siembra de una ceiba en la “Colina de la Libertad”. Todavía puede admirarse este árbol en ese sitio.
A 1950 tenía una población de 29,553 personas. Según el censo de 1990 San Germán tiene 35,133 y se clasifica número 33 entre los municipios de la isla. Para el censo del 2000 cuenta con una población de 37,105 personas. 

### Bandera
Verde - Color del escudo de Cristóbal Colón y su hijo, Virrey de América, y color representativo del poder de la iglesia. Blanco - La pureza de la sangre de las grandes familias que colonizaron a San Germán. Púrpura - Color del escudo de Juan Ponce de León, primer gobernador de Puerto Rico. 

### Escudo de Armas
- Primer cuarto: Mitra y bastón en un campo verde representando a Germán de Auxerre, el santo patrón del pueblo.
- Segundo cuarto: Las Armas de los reinos de Aragón y Sicilia, donde el Rey [[Fernando el católico] ejercía su poder.
- Tercer cuarto: Aquí se combinan las armas del condado de Foix y del reino de Francia, cuyos constituyen los escudos de familia de Germana de Foix, cuyo nombre perpetúa en el nombre de San Germán. (Germana era hija de Juan de Foix, y nieta de Gaston IV, conde de Foix, y Maria de Orleans, hermana del rey Luis XII de Francia).
- Cuarto: Escudo de armas de Ponce de León;
- Corona: Estándar municipal y cívico, utilizado para coronar a San Germán como ciudad al cargar con 5 torres.  Se utiliza para diferenciar entre un pueblo y una ciudad por decreto del rey.  5 torres denota que la ciudad obtuvo su título como ciudad durante la hegemonía del rey de España.

## Barrios
El municipio de San Germán está repartida en 18 barrios y San Germán Pueblo, el centro administrativo y principal pueblo del municipio.
- Ancones
- Caín Alto
- Caín Bajo
- Cotuí
- Duey Alto
- Duey Bajo
- Guamá
- Hoconuco Alto
- Hoconuco Bajo
- Maresúa
- Minillas
- Retiro
- Rosario Alto
- Rosario Bajo
- Rosario Peñón
- Sabana Eneas
- Sabana Grande Abajo
- San Germán Pueblo
- Tuna

Debido a su tamaño, Minillas es usualmente subdividido en los sectores de Minillas Valle, Minillas Carretera, Minillas Parcelas y Minillas Alto.

## Gobierno y política
Se elige un alcalde cada 4 años entre los habitantes del municipio.  Los habitantes también tienen derecho a escoger 2 senadores (al formar parte del distrito senatorial de Mayagüez) y 2 representantes de distrito (al formar parte del distrito representativo 19 y 20).  San Germán también forma parte de la política de la isla, al escoger un Gobernador y un Comisionado Residente a Washington D. C., Estados Unidos.

## Geografía

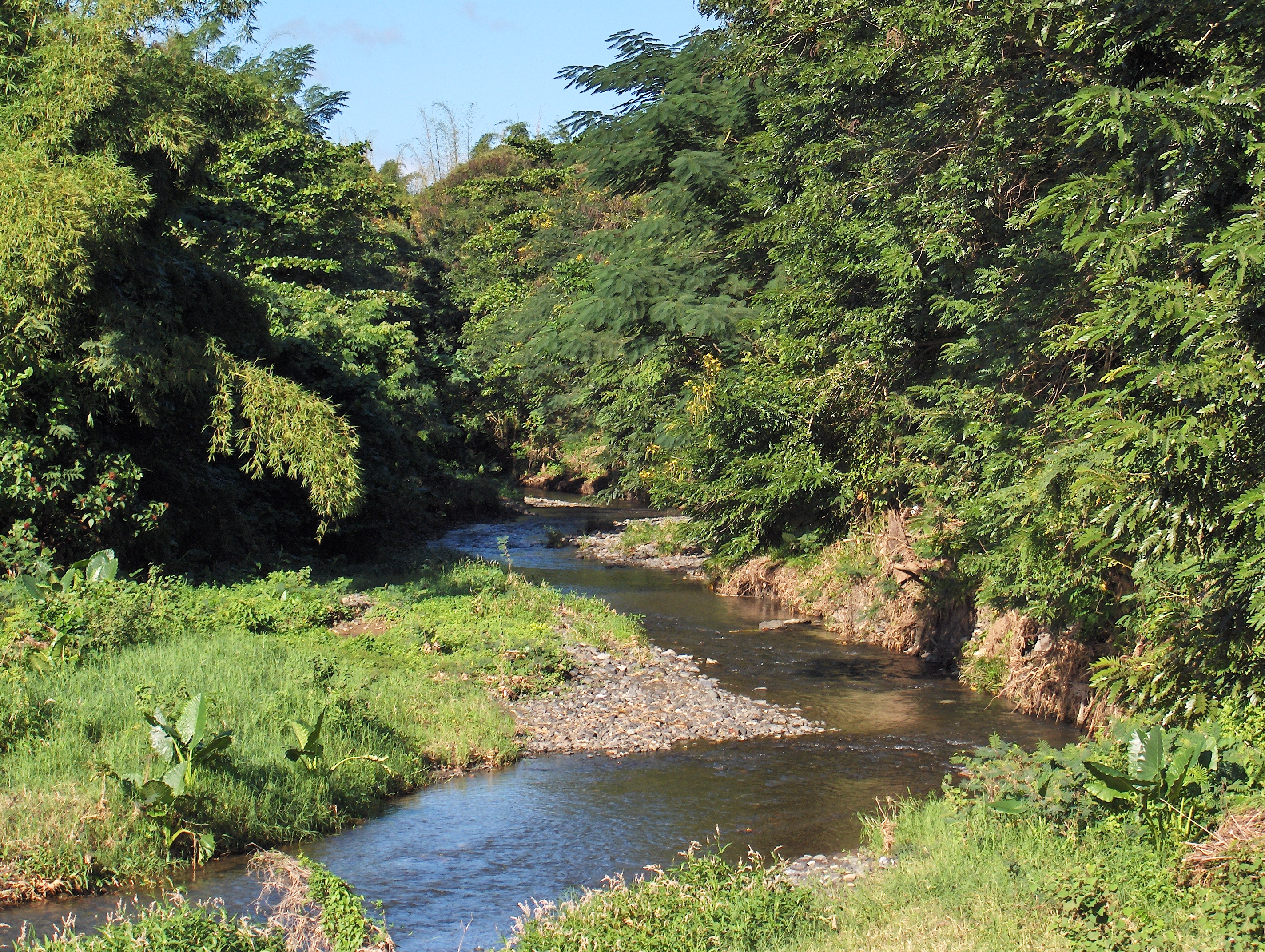
Vista oeste del río Hoconuco en San Germán

- Montañas; Cerro Avispa (550 metros), Alto del Descanso (768 metros) y Tetas de Cerro Gordo (883 metros). El Bosque de Maricao ocupa algunas tierras al norte de San Germán.
- Ríos; Caín, Duey, Rosario, Guanajibo (Estero), Hoconuco y Guamá.
- Clima; La temperatura promedio es de 25 °C y la máxima registrada es de 40 °C y la más baja 7 °C

## Economía

### Agricultura
El área se conoce por su cultivo de guineos (bananos), piñas y el cultivo limitado de azúcar. Se encuentran también algunas vaquerías en pequeña escala.

### Industrias
La población es empleada mayormente por Fresenius Kabi (Fenwal Inc. anteriormente Baxter Inc), Johnson & Johnson, Insertco (Imprenta mayormente dedicada a literatura de fármacos), Wallace International, General Electric entre otros.

### Turismo
San Germán tiene como su mayor tesoro a la iglesia de Porta Coeli, uno de los primeros ejemplares de iglesia estilo gótico en Latinoamérica. Porta Coeli hoy sigue siendo una atracción importante que atrae miles de turistas locales e internacionales. La parroquia se ubica en el centro histórico de San Germán, declarado como «Distrito Histórico» por el Registro Nacional de Lugares Históricos. 

### Establecimiento comerciales
La mayoría de los establecimientos comerciales se encuentran en San Germán Centro.
Plaza del Oeste es el centro comercial de mayor envergadura en la ciudad, y contiene los siguientes tiendas:
Establecimientos Anclas:
Supermercados Econo, Kmart
Otros establecimientos:
Mike's Steak House, la pizzeria y restaurante Palermo, McDonalds, Walgreens, El Mesón (Sándwiches), La Gran Vía, Quality Gym & San Germán Tae-Kwon-Do Institute, Sally's Beauty Supplies, Banco Popular de Puerto Rico, Banco Santander KFC, Foot Locker, Radio Shack , Caribbean Cinemas, sala de cine con 7 salas y Ferretería Santana Inc.
En el centro del pueblo se encuentra La Farmacia Martin la cual lleva sobre 80 años dando servicio.

## Patrimonio
- Iglesia Porta Coeli
- Iglesia San Germán de Auxerre
- Casa Museo Lola Rodríguez de Tió
- Puente de Bolas
- Casa Morales
- Ceiba de la Libertad
- Galería Histórica
- Museo y Casa de Estudio Ramírez de Arrellano y Rossell
- Museo de la Farmacia (Antigua Botica Domínguez, fundada en 1877)
- Museo de la Historia de San Germán, ubicado en el antiguo local del Banco y Caja de Economías de San Germán
- Santo Domingo Plazuela
- San Germán Antiguo National Historic Site
- Plaza del Oeste
- Poblado Rosario
- Misión Ortodoxa San Juan Climaco

### Festivales y Eventos
- Día del Patrón - 31 de julio
- Festival del Anón - septiembre
- Festival de Navidad - diciembre
- Festival de la Pana - julio
- Fiestas patronales del Poblado Rosario - octubre

## Educación
San Germán varias escuelas elementales y secundarias, y dos escuelas superiores(Escuela Superior Lola Rodríguez de Tió, y Escuela Secundaria del Poblado Rosario, Escuela Laura Mercado). También tiene las escuelas privadas Colegio San José, Academia Presbiteriana y Academia Sangermeña. Las Escuelas Intermedias de San Germán son la Julio Víctor Guzmán (Zona Urbana), La Segunda Unidad Federico Degetau (Barrio Hoconuco Alto), La Segunda Unidad Francisco Mariano Quiñones (Barrio Minillas), y La Segunda Unidad Galo Rosado (Barrio Sabana Eneas).
El campus principal de la Universidad Interamericana de Puerto Rico se encuentra en el área central de San Germán. Fue la primera universidad privada de Puerto Rico, y aún se conoce por introducir el maravilloso juego del Baloncesto a los puertorriqueños, por cual razón se conoce hoy a San Germán como la "Cuna del Baloncesto Puertorriqueño". El impacto se siente aun hoy en día, ya que en Puerto Rico este deporte es segundo solo al Béisbol en la preferencia deportiva de la isla.

## Equipos deportivos
San Germán tiene un equipo profesional de la liga de Baloncesto Superior Nacional, de Puerto Rico, Los Atléticos de San Germán. Su apodo es el "monstruo anaranjado" por su uniforme naranja. También se conoce como Los nenes, y es el equipo profesional más antiguo de la isla, consta con 14 Campeonatos nacionales siendo el último en 1997 y con 12 subcampeonatos. 
- Atléticos de San Germán en el "BSN"